# Натрошвили, Илья Бессарионович
Илья Бессарионович Натрошвили (1908 год, село Шрома, Сигнахский уезд, Тифлисская губерния, Российская империя — дата смерти неизвестна) — бригадир колхоза «Шрома» Лагодехского района Грузинской ССР. В 1949 году получил звание Героя Социалистического Труда, которого был лишён в 1962 году.

## Биография
Родился в крестьянской семье в селе Шрома Сигнахского уезда. По окончании местной школы трудился в частном сельском хозяйстве. Во время коллективизации вступил в колхоз «Шрома» Лагодехского района, который возглавлял Эраст Георгиевич Самаргвелиани. Трудился рядовым колхозником, в послевоенные годы был назначен бригадиром табаководческой бригады.
В 1948 году бригада под руководством Ильи Натрошвили собрала в среднем с каждого гектара по 29,1 центнера табака сорта «Трапезонд» на участке площадью 6,5 гектара. Указом Президиума Верховного Совета СССР от 3 мая 1949 года удостоен звания Героя Социалистического Труда «за получение высоких урожаев кукурузы и табака в 1948 году» с вручением ордена Ленина и золотой медали «Серп и Молот».
Этим же Указом званием Героя Социалистического Труда были награждены агроном Шалва Николаевич Ломидзе и три табаковода колхоза (в том числе бригадиры Илья Константинович Апакидзе, Николай Иванович Заврашвили).
Трудился в этом же колхозе до его объединения в колхоз «Ленинис-Андердзи» Лагодехского района, председателем которого был Георгий Виссарионович Натрошвили (предположительно его старший брат).
Был привлечён к уголовной ответственности за хищение государственной собственности. Согласно уголовному делу, вступив в сговор с председателем колхоза Георгием Натрошвили, другими работниками колхоза и заведующим табачно-заготовительным пунктом Лагодехской табачной фабрики путём приписок при сдаче табака, причинил ущерб государству на 479 тысяч рублей. Было установлено, что колхоз по факту сдал табака на 124,7 % выше запланированного, что соответствовало премии в 50 %. Согласно припискам была завышена сдача продукции на 5 %, в результате чего колхозу было незаконно перечислена стопроцентная премия. 26 ноября 1956 года был осуждён по статье 114 УК Грузинской ССР за хищение государственной собственности на срок 12 лет лишения свободы условно.
Указом Президиума Верховного Совета СССР от 29 января 1962 года был лишён всех наград и звания Героя Социалистического Труда. Этим же Указом звания Героя Социалистического Труда были лишены председатель колхоза Георгий Натрошвили, колхозники Авраам Ильич Инашвили и Форе Георгиевич Джибгашвили.
После вынесения приговора в колхоз не вернулся. С декабря 1959 года трудился в потребкооперации. Дальнейшая судьба не известна.